# Ampulex aborensis
Ampulex aborensis là một loài côn trùng cánh màng trong họ Ampulicidae, thuộc chi Ampulex. Loài này được Nurse miêu tả khoa học đầu tiên năm 1914.